# San José (Almería)
San José is een gehucht in de Spaanse gemeente Níjar, in de provincie Almería, Andalusië. Het gehucht telt 914 inwoners.

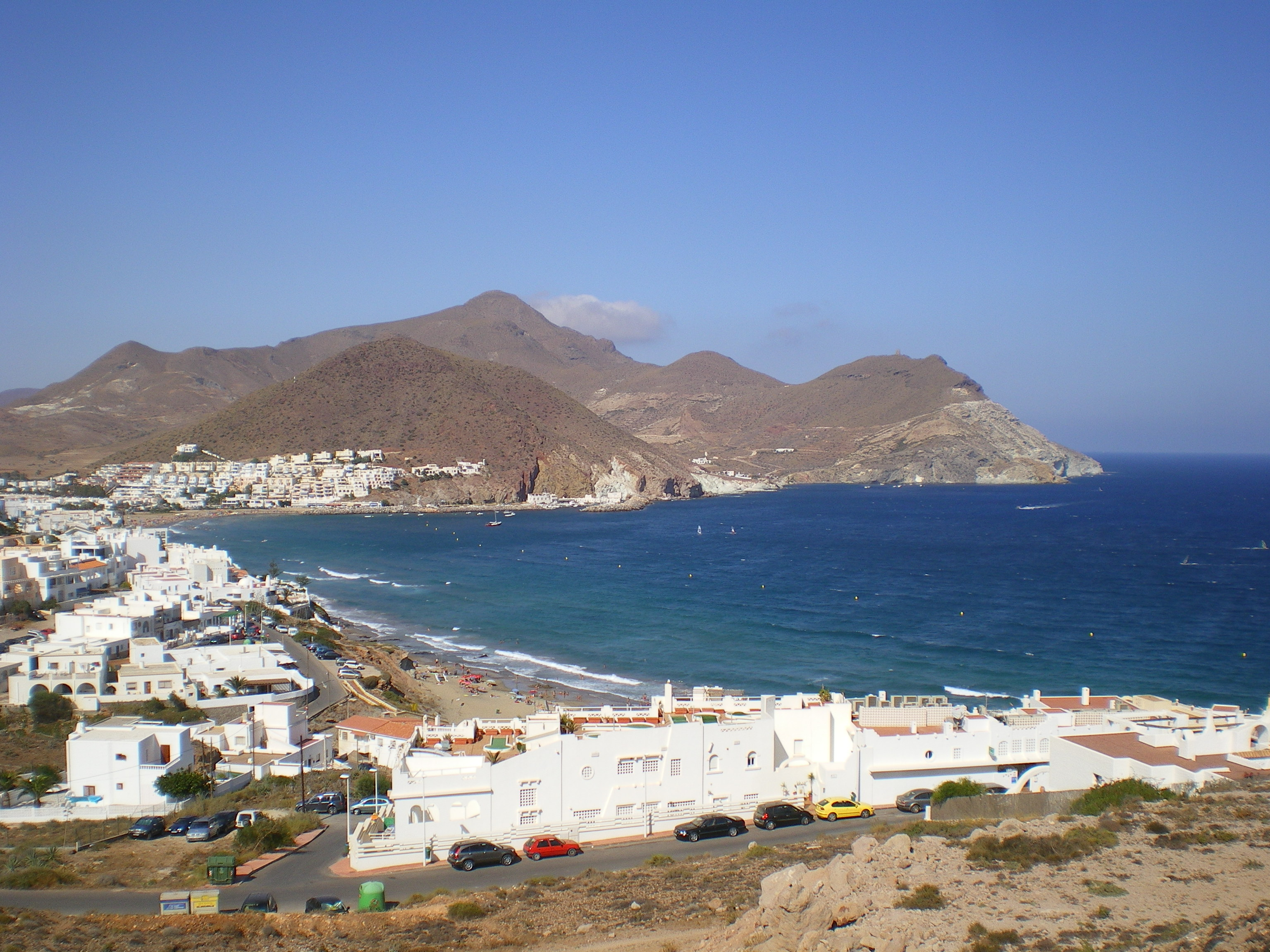
Panorama